# Бедльно-Радзинське
Бедльно-Радзинське (пол. Bedlno Radzyńskie) — село в Польщі, у гміні Радинь-Підляський Радинського повіту Люблінського воєводства.
Населення — 280 осіб (2011).
У 1975-1998 роках село належало до Білопідляського воєводства.

## Демографія
Демографічна структура станом на 31 березня 2011 року:
|          | Загалом | Допрацездатний вік | Працездатний вік | Постпрацездатний вік |
| -------- | ------- | ------------------ | ---------------- | -------------------- |
| Чоловіки | 134     | 17                 | 104              | 13                   |
| Жінки    | 146     | 29                 | 83               | 34                   |
| Разом    | 280     | 46                 | 187              | 47                   |